# Milovan Glišić

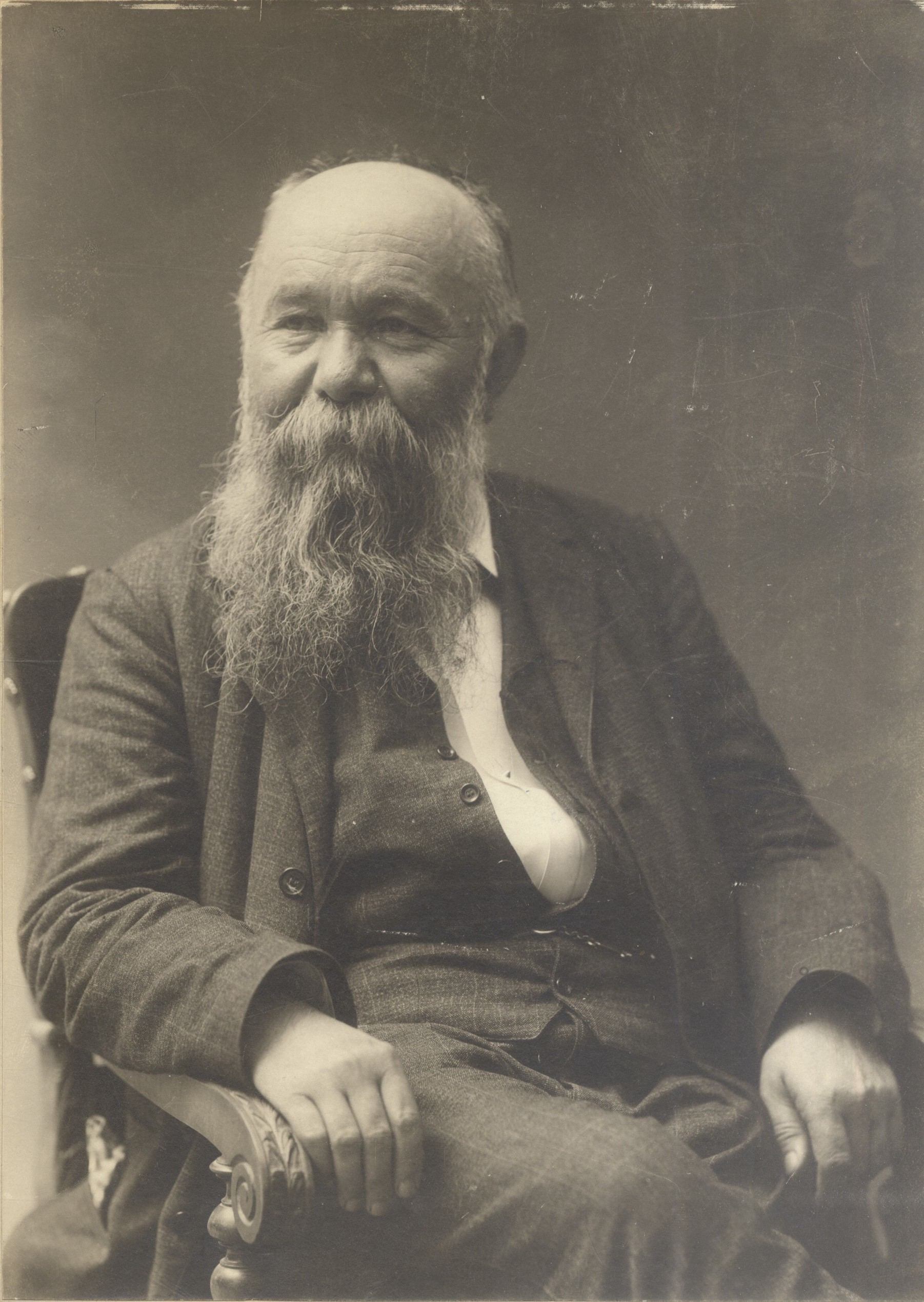
Milovan Glišić

Milovan Đ. Glišić (serbisch-kyrillisch Милован Ђ. Глишић; * 6. Januar 1847 in Gradac (bei Valjevo); † 1. Februar 1908 in Dubrovnik) war ein serbischer Schriftsteller, Übersetzer und Journalist.

## Biografie und literarisches Wirken
Als Kind armer Bauern war Milovan Glišić gezwungen, seiner Familie bei ihrer Arbeit zu helfen, bevor es ihm gelang, eine Schulbildung in Belgrad zu erhalten. Später studierte er dort Technik und Philosophie. Danach arbeitete er als Journalist, Bibliothekar und Übersetzer. Er war Herausgeber der Zeitschrift Srpske novine und Dramaturg am Nationaltheater in Belgrad. Aufgrund seiner liberalen Ansichten wurde er anfangs vom Establishment kritisiert, bevor seine literarische Qualität zunehmend anerkannt wurde. Trotzdem vergaß er nie seine bäuerliche Herkunft, die er in seinen Werken verarbeitete. Er schrieb zwei Theaterstücke: Dva cvancika („Zwei Zwanziger“) und Podvala („Der Streich“). Darüber hinaus verfasste er realistische Kurzgeschichten, die sich an russischen Vorbildern orientierten. Aus diesem Grund wird er auch als „serbischer Gogol“ bezeichnet und gilt als Begründer der Tradition realistischer Erzählungen über das serbische Dorfleben. Darin idealisiert er einerseits das moralische Verhalten und den Zusammenhalt der Dorfgemeinschaft, kritisiert andererseits die Obrigkeit, die die Bauern unterdrückt und deren gesellschaftliche Emanzipation verhindert. Seine realistisch gehaltene Erzählweise hat er mit Folklore, Idealismus, Satire und Humor angereichert, die seinen Stil kennzeichnen. Als Übersetzer französischer, deutscher und vor allem russischer Literatur hat er einen beachtlichen Einfluss auf serbische Schriftsteller ausgeübt. Seine Erzählung Posle devedeset godina („Nach neunzig Jahren“), die die Sage vom Vampir Sava Savanović aufgreift, hat 1973 der Regisseur Đorđe Kadijević für das jugoslawische Fernsehen unter dem Titel Leptirica („Das Schmetterlingsweibchen“) verfilmt.

## Werke (Auswahl)

### Dramen
- Dva cvancika (1883)
- Podvala (1885)

### Kurzgeschichten
- Glava šećera (Eine Handvoll Zucker)
- Ni oko šta (Auch darüber, dass)
- Posle devedeset godina (Nach neunzig Jahren). Neuausgabe (Unter dem Titel Schon neunzig Jahre…) JMB, Hannover 2018, ISBN 978-3-95945-003-4
- Prva brazda (Die erste Pflugfurche)
- Raspis (Das Schreiben)
- Redak zver (Ein seltenes Tier)
- Roga (Das Joch)
- Sigurna većina (Am sichersten)
- Svirač (Der Spieler)
- Šilo za ognjilo (Eine Ahle für Zunder)
- Vujina prosidba (Vujins Brautwerben)
- Zloslutni broj (Eine merkwürdige Zahl)

### Sammlung
- Pripovetke (Geschichten)